# Луговий (смт)
Лугови́й (рос. Луговой) — селище міського типу у складі Кондінського району Ханти-Мансійського автономного округу Тюменської області, Росія. Адміністративний центр та єдиний населений пункт Луговського міського поселення.
Населення — 1507 осіб (2017, 1756 у 2010, 1956 у 2002).